# Grundarfoss (Reykhólahreppur)
Der Grundarfoss ist ein Wasserfall in den Westfjorden von Island.
Er liegt in der Gemeinde Reykhólahreppur in der Austur-Barðastrandarsýsla nördlich des Ortes Reykhólar uf der Halbinsel Reykjanes im Breiðafjörður.
Der Fluss Grundará ist der Abfluss aus dem See Grundarvatn. Er fließt durch das Grundardalur und stürzt etwa 1,6 Kilometer südlich über die Kante des Reykjanesfjall.
Er ist vom Reykhólasveitarvegur  aus am Abzweig nach Reykhólar gut sichtbar. 
In der Nähe stürzen auch der Heyárfoss, der Miðjanesfoss und der Staðarfoss ebenfalls vom Reykjanesfjall herab.